# Elymnias pseudodelias
Elymnias pseudodelias är en fjärilsart som beskrevs av Hans Fruhstorfer 1907. Elymnias pseudodelias ingår i släktet Elymnias och familjen praktfjärilar. Inga underarter finns listade i Catalogue of Life.